# Jhulia dos Santos
Jhulia Karol dos Santos Dias da Fonseca (Terra Santa, 18 de setembro de 1991) é uma atleta paralímpica brasileira.

## Biografia e carreira
Jhulia é natural de Terra Santa, no Pará. Ela contraiu meningite aos nove anos de idade e, como consequencia, perdeu a visão. Mudou para Manaus aos dez anos. Iniciou no atletismo aos quinze. Assim que completou dezoito, mudou-se para a cidade do Rio de Janeiro a fim de se dedicar ao atletismo.
Em julho de 2013, Jhulia disputou o seu primeiro Campeonato Mundial de Para-Atletismo, realizado em Lyon, na França. Ela conquistou a medalha de bronze nos 100 metros rasos classe T11 com o tempo de 13s11. No Campeonato Mundial de 2015, realizado em Doha, no Catar, foi novamente medalha de bronze nos 100 metros, dessa vez com o tempo de 12s79. No Mundial de 2023, realizado em Paris, na França, faturou mais um bronze, dessa vez no revezamento 4x100m universal, onde formava a equipe com Ricardo Mendonça, Fernanda Yara da Silva e Ariosvaldo Fernandes. Eles completaram o percurso em 48s25.
Nos Jogos Parapan-Americanos de Guadalajara 2011, Jhulia foi medalhista de bronze nos 100 metros rasos classe T11. Já nos Jogos de Toronto 2015 conquistou a medalha de prata na mesma prova. No Parapan de Lima 2019, ela faturou a medalha de ouro 400 metros T11 com o tempo de 58s93.
Nos Jogos Paralímpicos de Londres 2012, Jhulia foi medalha de bronze nos 100 metros rasos classe T11 com o tempo de 12s76. Também representou o Brasil nos Jogos Paralímpicos Rio 2016.

## Principais conquistas
Campeonato Mundial de Para-Atletismo
- Bronze – 100 metros rasos (Lyon 2013)[4]
- Bronze – 100 metros rasos (Doha 2015)[4]
- Bronze – revezamento 4 x 100 metros rasos misto (Paris 2023)[4]

Jogos Paralímpicos
- Bronze – 100 metros rasos (Londres 2012)[4]

Jogos Parapan-Americanos
- Bronze – 100 metros rasos (Guadalajara 2011)[4]
- Prata – 100 metros rasos (Toronto 2015)[4]
- Ouro – 400 metros rasos (Lima 2019)[4]